# Simultagnosia ventral
Simultagnosia ventral es una patología neurológica que presenta la incapacidad de ver identificar más de un objeto u objetos complejos a la vez. Los pacientes con simultagnosia ventral tienen una experiencia visual fragmentada, miran, pero no ven y son incapaces de percibir el significado de varias cosas juntas, aunque pueden describir esos mismos elementos si se los presentan en forma aislada.
Estos pacientes no pueden identificar más de un objeto u objetos complejos a la vez, aunque pueden ver más de un objeto a la vez. Son incapaces de percibir toda la imagen como una sola y deducir un significado de ella. Por ejemplo, en una imagen del cielo nocturno con estrellas y una luna llena, pueden identificar la luna como una bola, sin poder derivar el significado de la imagen completa. 

## Definición
La simultagnosia ventral es una patología neurológica que presenta la incapacidad de ver identificar más de un objeto u objetos complejos a la vez.
Los pacientes con simultagnosia ventral tienen una experiencia visual fragmentada, miran, pero no ven y son incapaces de percibir el significado de varias cosas juntas, aunque pueden describir esos mismos elementos si se los presentan en forma aislada.
Estos pacientes no pueden identificar más de un objeto u objetos complejos a la vez, aunque pueden ver más de un objeto a la vez. Son incapaces de percibir toda la imagen como una sola y deducir un significado de ella. Por ejemplo, en una imagen del cielo nocturno con estrellas y una luna llena, pueden identificar la luna como una bola, pero son incapaces de reconocer el significado de esa bola, no pueden decir que esa bola representa a la luna.

## Etiología
La simultagnosia ventral se asocia a lesiones en el área occipital inferior izquierda. La presentación clínica de la simultanagnosia ventral incluye una capacidad reducida para reconocer rápidamente múltiples estímulos visuales, es decir, el reconocimiento parte por parte. Puede aparecer como consecuencia de un accidente cerebrovascular o de una enfermedad neurodegenerativa.